# Premi Sent Soví de Literatura Gastronòmica
El Premi Sent Soví de Literatura Gastronòmica és un guardó literari que premia obres de temàtica gastronòmica. Rep el seu nom del Llibre de Sent Soví, el primer receptari en llengua catalana. El guardó fou creat el 1997, però la primera edició del premi no s'atorgà fins al 1998.
És convocat per la Universitat de Barcelona i la Fundació Ferrer Sala-Freixenet, conjuntament amb RBA libros. Simultàniament amb aquest premi, s'entreguen els premis Juan Mari Arzak que s'atorguen al millor article periodístic, al millor article de revista especialitzada, al millor programa de ràdio i al millor de televisió.

## Llista de premiats
- 1998: La rebelión de los rábanos. Javier Tomeo.[1]
- 1999: Ni gordas ni flacas, apetitosas. Nora Lobo.[2]
- 2000: Sobretaula amb càmera fixa. Albert Roca Orta.[3]
- 2001: Un feroz apetito. Los banquetes del caballero Casanova. Marina Pino.[4]
- 2002: Els aborígens. L'alimentació en l'evolució humana. Juan Luis Arsuaga.[5]
- 2003: A taula amb el baró de Maldà (editat: Xocolata cada dia. A taula amb el baró Maldà. Un estil de vida del segle XVIII). Joan de Déu Domènech.[6][7]
- 2004: La Cocina del Pensamiento. Josep Muñoz Redón.[8]
- 2005: Gordo. Jesús Ruiz Mantilla.[9]
- 2006: El millor cuiner del món (editat El Bulli des de dins. Biografia d'un restaurant). Xavier Moret.[10]
- 2007: La vida es como un suflé (editat Hoy caviar, mañana sardinas). Carmen Posadas i Gervasio Posadas.[11]
- 2008: Dissabtes, mercat. Memòries d'Armanda. Octavi Martí i Montserrat Casals.[12]